# Taprobane
 (mai 2008).
Si vous disposez d'ouvrages ou d'articles de référence ou si vous connaissez des sites web de qualité traitant du thème abordé ici, merci de compléter l'article en donnant les références utiles à sa vérifiabilité et en les liant à la section « Notes et références ».
Taprobane (grec ancien Ταπροβάνη) est le nom donné à l'île de Ceylan (Sri Lanka) dans les textes grecs de l'Antiquité.

## Étymologie
Deux origines possibles sont mentionnées :
- Tamraparni, le mot sanskrit tamraparni désignant une « feuille de cuivre »[2], peut-être en raison d'un commerce préexistant, ou en raison de la forme de l'île ;
- Tambapanni, un mot cinghalais signifiant « mains » (panni) « rouges » (tamba). Selon la légende cinghalaise, les premiers agriculteurs venus de l'Inde du Nord posèrent leurs mains sur le sol qui était de terre ocre ou rouge[3].

## Histoire

### Les Égyptiens
- Avant les Grecs, les Égyptiens auraient été en contact avec l'île. Pline l'Ancien raconte qu'ils se rendaient à Ceylan en 20 jours de navigation à bord de navires du Nil, faits en papyrus[4].
- C'est probablement par l'intermédiaire des Égyptiens que les Grecs ont eu en premier connaissance de cette contrée lointaine qu'ils appelaient d'abord « terre des Antichtones», ou « terre de l'autre bout du monde »[5].

### Les Grecs (IVesiècleav. J.-C.-IIesiècleapr. J.-C.)
Avec les conquêtes d'Alexandre le Grand et le début de la période hellénistique, les Grecs se rapprochent de l'île et ouvrent une nouvelle ère de connaissances. 
- Dès le IVe siècle av. J.-C., les Grecs savent que c'est une île.
- Onésicrite (vers 330 av. J.-C.), pilote de la flotte d'Alexandre le Grand, écrit[5] que les éléphants y sont plus grands et plus sauvages qu'en Inde[4], que l'île fait 5 000 stades[6], qu'entre l'Inde et Ceylan il y a 20 jours de navigation avec des navires lents[7], qu'entre l'Inde et Ceylan il y a d'autres îles et des animaux amphibies qui ressemblent à des bœufs, des chevaux et d'autres animaux terrestres[7]…
- Mégasthène (IIIe siècle av. J.-C.) appelle ses habitants « Paléogènes » (« anciennement nés »), et indique qu'elle est plus riche en or et en grosses perles que l'Inde[5].
- Ashoka (273-237 av. J.-C.) un souverain indien fait pénétrer le bouddhisme dans l'île en y envoyant ses fils et filles. L'île est alors connue sous le nom de Tambapani[8].
- Ératosthène (IIe siècle av. J.-C.) donne les mesures de l'île : 7 000 stades de long, 5000 de large, et indique qu'elle abrite 700 villes. À cette époque, le temps de navigation n'est plus que de 7 jours[5].

### Les Romains (Iersiècleapr. J.-C.-IIIesiècleapr. J.-C.)
- Depuis les conquêtes d'Alexandre, les négociants grecs puis romains allaient régulièrement sur l'île, et ils en ramenaient des richesses et quelques informations ; il est probable que des commerçants indiens et cinghalais allaient eux aussi dans le monde gréco-romain.
- Le périple de la mer Rouge (Ier siècle apr. J.-C.) cite l'île de Taprobane, assimilée à Pailaisimundium[9].
- Pline l'Ancien (23-79 apr. J.-C.) nous rapporte qu'au Ier siècle apr. J.-C., entre 41 et 54 plus précisément, le Romain Annius Plocamus, ayant acheté à l'empereur Claude l'exclusivité du droit de commercer en mer Érythrée (nom désignant à l'époque la mer Rouge et l'océan Indien) envoie un affranchi explorer ces mers. Celui-ci atterrit à Hipporos, un port sur la côte sud-ouest de l'île de Taprobane. Il y séjourne six mois, le temps d'apprendre la langue et les coutumes. Il repart pour Rome avec quatre ambassadeurs de l'île. Ceux-ci racontent que l'île comptait 500 villes - où les édifices sont peu élevés au-dessus du sol - dont Palesimundium, la capitale, ville de 200 000 habitants au centre de la côte Sud, bordée par le fleuve du même nom, un des deux plus grands fleuves de l'île ; l'île abrite aussi le grand lac intérieur Mégysba, lui-même rempli d'îles qui abritent des pâturages ; un deuxième grand fleuve, le Cybara, arrose le nord de l'île en direction de l'Inde. On rejoint l'Inde au cap Coliaque en quatre jours de mer. Ils ajoutent que l'île fait 2 000 stades (~400 km) de long, ce qui correspond aux dimensions de Ceylan. On y commerce avec les Sères (Chinois) qui ont « les cheveux rouges, les yeux bleus, la voix rude »[5]. On chasse les tigres et les éléphants, et l'on pêche surtout des tortues. Les champs sont soigneusement cultivés, les fruits abondants mais on ignore l'usage de la vigne. Il n'y a pas d'esclave ; le prix des grains y est toujours le même. Il n'y a ni tribunaux ni procès ; le peuple élit pour roi un vieillard doux, sans enfant pour que le royaume ne devienne pas héréditaire. L'île est riche en pierres précieuses, marbre, or, argent, perles… Le roi s'habille comme les Grecs, tandis que son peuple s'habille comme les Arabes[10],[5].
- Claude Ptolémée (90-168 apr. J.-C.) fournit dans le premier tome de sa Géographie (vers l'an 150) la liste des plus grandes îles ou presqu'îles connues. La première par sa taille est la Taprobane, la seconde est l'Albion des îles Britanniques ; la troisième, la Chersonèse d'Or ; la quatrième, l'Ioubernie des Britons ; la cinquième, le Péloponnèse ; la sixième, la Sicile, la septième, la Sardaigne ; la huitième, Cyrnos, qui est la Corse ; la neuvième, la Crète  ; et la dixième, Chypre. Dans le septième tome, il explique que le méridien qui passe par la source du fleuve Indus est, suivant Marinos de Tyr, un peu plus à l'ouest que le cap boréal de la Taprobane, lequel est vis-à-vis du cap Cory. Il dénombre 1378 îles entourant Trapobena. À son époque les habitants sont les Salai[11] et l'île s'appelle Salika(è)[12], alors qu'avant, ils appelaient l'île Symondi ou encore Palaisimoundou.
- Le moine marchand Cosmas Indicopleustès y trouve, avant 335, des communautés chrétiennes[13].

### Depuis la Renaissance (XVe–XVIesiècles)

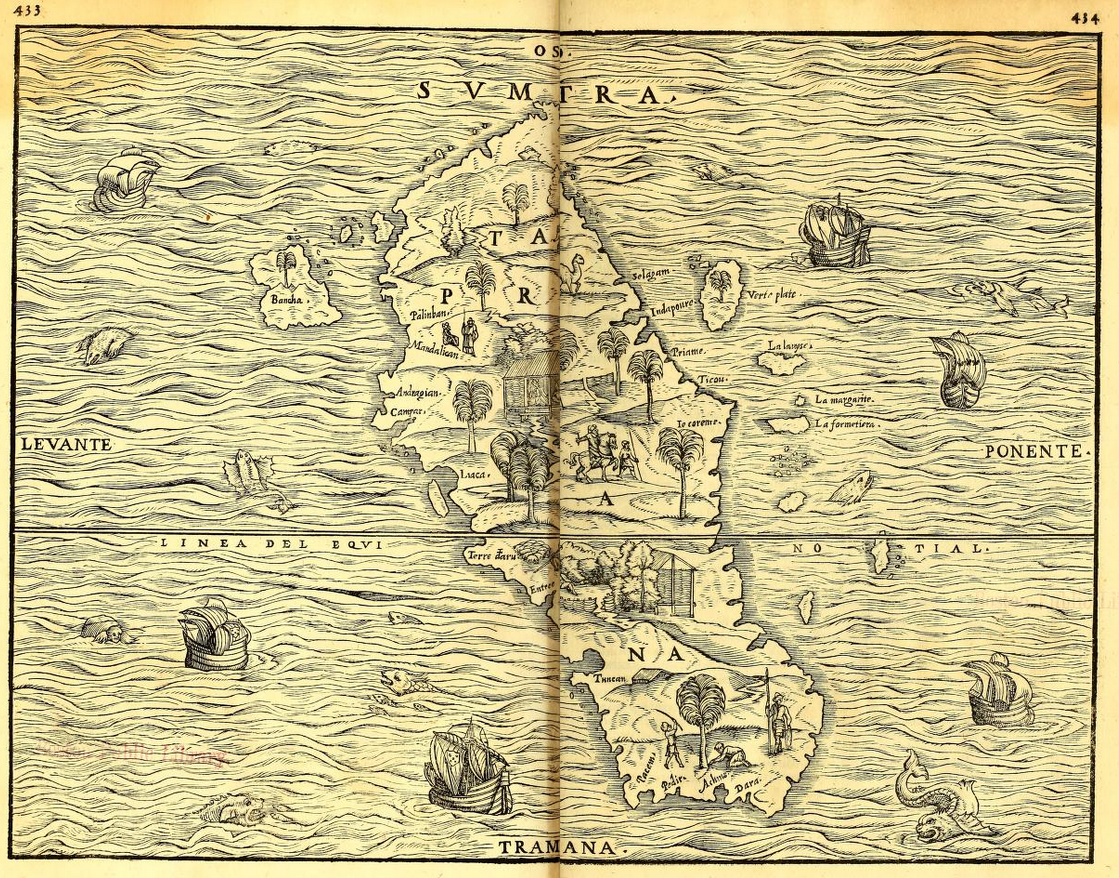
Carte de 1565 de Sumatra, également appelée Taprobana, tirée de l'ouvrage de Giovanni Battista Ramusio Delle Navigationi et Viaggi

Marco Polo précise qu'à Sumatra on ne voyait pas l'étoile polaire : c'est ce qu'indiquait aussi Pline au sujet de Taprobane. De ce fait, les savants de la Renaissance (Abraham Cresques, Fra Mauro, Ludovico di  Varthena, Maximilian Von Siebenbürgen, Gérard Mercator, Sébastien Münster, Nicolò de' Conti, Poggio Bracciolini…) associèrent Taprobane à Sumatra (aussi appelée Java Minor). De plus, en 1462, le navigateur arabe Ahmed Ibn Majid traduisit Sirandib en Sumatra au lieu de Ceylan. À l'époque des Lumières (XVIIe – XVIIIe siècles) la confusion Ceylan-Sumatra perdura (Richard Eden, John Milton…).
Aujourd'hui, on sait que l'étoile polaire n'était pas visible dans le Sud de Ceylan à l'époque antique : on ne fait plus l'erreur d'assimiler Taprobane à Sumatra.